# Ann-Christine Bärnsten
Margareta Ann-Christine Bärnsten, född 10 juli 1957 i Hägerstens församling, Stockholm, är en svensk sångare.
Bärnsten studerade vid Adolf Fredriks musikklasser i Stockholm. Hon deltog i Melodifestivalen 1975 med bidraget Ska vi plocka körsbär i min trädgård, som slutade på nionde plats.
Bärnsten gav 2005 ut spänningsromanen och deckaren Döden är en schlager.
År 2020  valdes Bärnsten in i Melodifestivalens Hall of Fame.
Ann-Christine Bärnsten var 1987–2001 samt en kortare tid före Strömstedts bortgång 2009 gift med författaren Lasse Strömstedt.

## Diskografi

### Album
- 1975 – Kom Och Sjung En Countrysång
- 1976 – Ann-Christine Bärnsten
- 1977 – Country Style

### Singlar och EP
- 1975 – En Härlig Sommar / Vi Behöver Varandra
- 1975 – Ska vi plocka körsbär i min trädgård / Tänk vad livet ändå smakar gott [7]
- 1976 – Idag tog allt det gamla slut / Joleene
- 1977 – Jag Har Länge Vandrat
- 1977 – Mon Cheri